# Allium vvedenskyanum
Allium vvedenskyanum — вид рослин з родини амарилісових (Amaryllidaceae); поширений у Казахстані, Киргизстані.

## Поширення
Поширений у Казахстані, Киргизстані.